# Nova Zorea, Bilozerka
Nova Zorea (în ucraineană Нова Зоря) este un sat în comuna Pravdîne din raionul Bilozerka, regiunea Herson, Ucraina.

## Demografie
Componența lingvistică a localității Nova Zorea
     Ucraineană (68,83%)
     Rusă (3,25%)
Conform recensământului din 2001, majoritatea populației localității Nova Zorea era vorbitoare de ucraineană (68,83%), existând în minoritate și vorbitori de armeană (27,92%) și rusă (3,25%).